# Almacenes El Encanto
Los Almacenes El Encanto, también conocidos como Tiendas El Encanto o, simplemente El Encanto, fueron una cadena de grandes y medianos almacenes por departamentos que se expandieron por toda Cuba, desde su emplazamiento original en La Habana, y que fueron considerados un modelo a seguir por la industria debido a su capacidad de innovación, prácticas comerciales y modelo de negocio siendo sus prácticas imitadas y desarrolladas hasta la actualidad.

## Historia
En 1888 dos hermanos asturianos emigrados a Cuba, José (Don Pepe) y Bernardo Solís, establecen una tienda de telas, denominadas en aquella época «sederías», en la esquina de las calles Galiano y San Rafael de La Habana. El éxito que obtienen y las nuevas prácticas de comercio que quieren aportar van más allá de la ampliación a los aledaños y les llevan a buscar capital para su ampliación constituyendo con un compatriota que tenían empleado como dependiente, Aquilino Entrialgo, la mercantil Solís, Entrialgo y Cía. S.A. en 1900.
Su crecimiento sigue siendo imparable y además del negocio textil comienzan a crear departamentos dedicados a las distintas secciones de la tienda configurándose desde principios del siglo XX como una tienda por departamentos e introduciendo prácticas comerciales novedosas en la época como el control y la inteligencia de negocio, el escaparatismo o «vidrieras», escaleras mecánicas, concentración vertical en ciertos productos, etc.
En el primer tercio del siglo XX El Encanto se configura como un almacén muy novedoso y de gran éxito empujado por la innovación de sus propietarios y gerentes entre los que cabe destacar al también asturiano César Rodríguez González (Don Cesáreo), que tras regresar a España en 1934 fue primer presidente de El Corte Inglés y socio fundador de Sederías Carretas, y que había empleado en el negocio a su primo Pepín Fernández, luego fundador de Galerías Preciados en España, y a su sobrino Ramón Areces, primer director general y posterior presidente de El Corte Inglés.
Tras la conflagración mundial, El Encanto continúa su ampliación y proceso de innovación y se convierte en la tienda de lujo por excelencia gracias al acelerado desarrollo económico que Cuba experimentaba en la época de la República. Su consolidación como modelo de Gran Almacén, con un edificio de seis plantas y 65 departamentos, su expansión por el territorio cubano con sucursales en las principales ciudades y su fama se acrecientan en los años cincuenta al conseguir en 1952 la exclusiva de la marca Dior en Norteamérica, convirtiéndoles en uno de los establecimientos favoritos de las estrellas de Hollywood y teniendo entre sus clientes a John Wayne, César Romero, María Félix o Tyrone Power, protagonista este último de un anuncio del almacén.
Tras el triunfo de la Revolución cubana en 1959, y el establecimiento del régimen socialista, El Encanto es confiscado por el régimen y cerrado. Desde ese momento se utiliza como almacén de suministros eliminándose la venta al público que prácticamente había desaparecido durante los meses anteriores.
En 1961 un incendio, provocado por varias bombas incendiarias, derriba el edificio, produciendo la muerte de Fe del Valle, miliciana que se encontraba de guardia en el centro, y acusándose por el poder cubano del incendio a un acto terrorista patrocinado por la CIA. Se detuvieron como autores a algunos opositores que habían mostrado críticas a la Revolución: Mario Pombo, Arturo Martínez Pagalday, Telesforo Heriberto Fernández y Carlos González Vidal.
Tras el incendio la manzana que ocupó el edificio se convirtió en un parque con un monumento dedicado a la miliciana fallecida.